# Tetsurō Ōta
Tetsurō Ōta (jap. 太田 徹郎 Ōta Tetsurō; ur. 2 lipca 1989) – japoński piłkarz występujący na pozycji pomocnika. Obecnie występuje w Sagan Tosu.

## Kariera klubowa
Od 2008 roku występował w klubach Montedio Yamagata, Kashiwa Reysol i Sagan Tosu.